# Ак-Коджа немецкая
Ак-Коджа́ Неме́цкая (крымскотат. Nemse Aq Qoca, Немсе Акъ Къоджа, укр. Ак-Коджа Німецька) — исчезнувшее село в Черноморском районе Республики Крым, располагавшееся на востоке района, на восточном склоне Тарханкутской возвышенности; судя по 10-верстовке Крыма 1922 года, к западу от современного села Дозорное.

## История
Согласно энциклопедическому словарю «Немцы России», немецкое католическое селение Ак-Коджа немецкая (также Дейч-Аккоджа, Ак-Коджа Новая, Агоджа, Аугуча) было основано на 1600 десятинах земли в составе Донузлавской волости Евпаторийского уезда в 1888 году. На 1914 год в селении действовала католическая земская школа. По Статистическому справочнику Таврической губернии. Ч.II-я. Статистический очерк, выпуск пятый Евпаторийский уезд, 1915 год, в селе Ак-Коджа новая Донузлавской волости Евпаторийского уезда числилось 25 дворов с немецким населением (все дворы с землёй) в количестве 159 человек приписного населения и 57 — «постороннего», из которых 138 мужчин и 98 женщин. Жители владели 1624 десятинами удобной земли. В хозяйствах имелось 198 лошадей, 113 волов, 107 коров и 210 голов мелкого скота (согласно энциклопедическому словарю «Немцы России» — 236 человек, в 1918 году — 100 человек).
После установления в Крыму Советской власти, по постановлению Крымревкома от 8 января 1921 года № 206 «Об изменении административных границ» была упразднена волостная система и образован Евпаторийский уезд, в котором создан Ак-Мечетский район; село вошло в его состав, а в 1922 году уезды получили название округов. 11 октября 1923 года, согласно постановлению ВЦИК, в административное деление Крымской АССР были внесены изменения, в результате которых округа были отменены, Ак-Мечетский район упразднён, а село вошло в состав Евпаторийского района. Согласно Списку населённых пунктов Крымской АССР по Всесоюзной переписи 17 декабря 1926 года, село Ак-Коджа немецкая, с 37 дворами и населением 186 человек, среди которых было 167 немцев (в селе действовала немецкая школа), 12 русских, 2 армянина и 5 записанных в графе «прочие», входило в состав Ак-Коджинского сельсовета Евпаторийского района. В дальнейшем в доступных источниках село не упоминается.